# 阿斯托里亞 (密蘇里州)
阿斯托里亞（英語：Astoria）是位於美國密蘇里州賴特縣的非建制地區。

## 歷史
阿斯托里亞的郵局於1844年設立，其後於1937年停運。

## 地理
阿斯托里亞所處的海拔為高於海平面374米（即1227英呎），而該地所採用的時區為UTC-6，即北美中部時區（CST）。同時該地設有夏令時間，為UTC-6調快一小時，即UTC-5（CDT）。